# Flugunfall der Bradley Air Services bei Cheney
Der Flugunfall der Bradley Air Services bei Cheney ereignete sich am 15. September 1988 auf dem Leerflug einer Frachtmaschine des Typs BAe 748 der Bradley Air Services von Montreal nach Ottawa. In der Anflugphase auf den Flughafen Ottawa ging die Kontrolle über die Maschine verloren. Die BAe 748 stürzte daraufhin zu Boden, wobei beide Insassen getötet wurden. Die Ermittlungen ergaben später, dass der Unfall durch einen groben Wartungsfehler verursacht worden war.

## Flugzeug
Bei der Maschine handelte es sich um eine 1981 gebaute British Aerospace BAe-748-FAA Srs. 2B aus britischer Produktion. Die Maschine trug die Werknummer 1789. Sie erhielt für ihren Erstflug zunächst das Testkennzeichen G-BJGI, ehe sie im Dezember 1981 an die Cascade Airways ausgeliefert wurde und bei dieser mit dem Luftfahrzeugkennzeichen N118CA in Betrieb ging. Die Maschine blieb bis Dezember 1985 bei Cascade Airways in Betrieb. Später war die Maschine bei einem weiteren US-amerikanischen Betreiber in Betrieb, ehe das Kennzeichen im April 1988 aus dem Zulassungsregister gestrichen und die Maschine nach Kanada exportiert wurde. Die Maschine wurde auf die Bradley Air Services zugelassen, bei der sie das Kennzeichen C-GFFA erhielt. Das zweimotorige Regionalverkehrsflugzeug war mit zwei Turboprop-Triebwerken des Typs Rolls-Royce Dart Mk. 536 ausgestattet.

## Insassen
Da es sich um einen Positionierungsflug nach einer Wartungsmaßnahme handelte, befand sich lediglich eine zweiköpfige Besatzung an Bord der Maschine, bestehend aus einem Flugkapitän und einem Ersten Offizier.

## Unfallhergang
Am Unfalltag war die Maschine auf dem Flughafen Montréal-Dorval eingetroffen, nachdem sie zuvor auf einem Frachtflug eingesetzt wurde der in Dayton, Ohio begonnen hatte. Die Fracht wurde in Montréal entladen und die Maschine startete um 9:58 Uhr Ortszeit zum Weiterflug nach Ottawa. Gemäß Flugplan war auf diesem Flug ein Instrumentenflug vorgesehen. Der Leerflug erfolgte zunächst ohne besondere Vorkommnisse. Als sich die Maschine um 10:19 Uhr im Reiseflug in 3.000 Fuß Höhe und bei einer Fluggeschwindigkeit von 200 Knoten befand, verzeichnete der Flugdatenschreiber einen Vollausschlag des linken Querruders nach oben und gleichzeitig einen Vollausschlag des rechten Querruders nach unten. Die Maschine fing daraufhin an, nach links zu rollen. Das rechte Querruder verblieb drei Sekunden lang in einer voll nach unten ausgefahrenen Position, in den darauffolgenden sieben Sekunden verringerte sich seine Stellung sukzessive um insgesamt fünf Grad. Innerhalb desselben zehn Sekunden langen Zeitraumes blieb das linke Querruder die ersten acht Sekunden lang voll nach oben ausgeschlagen, in den darauffolgenden zwei Sekunden verringerte sich seine Stellung sukzessive um ebenfalls fünf Grad. Bis zu diesem Zeitpunkt war die Maschine um 460 Grad nach links gerollt und hatte einen Nickwinkel von −20 bis −30 Grad eingenommen. Zu diesem Zeitpunkt fuhren die Querruder in die neutrale Position und verblieben etwa drei Sekunden lang in dieser. Der Rollwinkel blieb bei 90 Grad nach links und es wirkten vertikale g-Kräfte von 4,7 g auf die Maschine ein. Die Maschine schlug mit einer Geschwindigkeit von 290 Knoten auf dem Boden auf, wobei die Maschine zuvor um 75 Grad nach links von dem vorgesehenen Kurs abgekommen war. Beim Aufprall hatte die Maschine einen Rollwinkel von 90 Grad und einen Nickwinkel von 41 Grad. Der Aufprall ereignete sich 18 Sekunden nach dem Ausschlagen der Querruder.

## Ursache
Der Unfall wurde vom kanadischen Transportation Safety Board untersucht. Die Ermittler stellten fest, dass die Seile des Querrudersteuersystems asymmetrisch montiert wurden, was die Maschine anfällig für den Verlust des aerodynamischen Gleichgewichts machte. Der Betreiber hatte die erforderlichen Funktionstests der Querrudersteuerung nach der Wartung nicht durchgeführt. Als die Querruder nach einem Steuerbefehl des Kapitäns durch aerodynamische Kräfte im Vollausschlag gehalten wurden, war die nachfolgende Steuerreaktion des Piloten unangemessen. Zum Unfall trugen das Design des Querrudersystems, mehrdeutige und unvollständige Wartungsanweisungen, ein Mangel an veröffentlichten Informationen für die Flugbesatzung bezüglich der Leistung des Querrudersystems und möglicher Notfälle bei. Es wurde zudem angenommen, dass die Piloten übermüdet waren.